# 광안리 어방축제
광안리 어방축제는 매년 5월 중 3일간 부산 광안리해수욕장 지역에서 개최되는 지역 축제로, 광안리 일대에서 소규모로 개최되어 오던 남천ㆍ민락 활어축제, 광안리 해변축제, 남천동 벚꽃축제를 2001년에 통합하여 만들어진 축제이다.
축제의 이름인 어방(漁坊)은 예로부터 어로활동이 활발했던 수영지방의 어업협동체를 일컫는 말로 이 지역의 전통을 이어가는 축제라는 의미가 있다.
다양한 전시회와 체험행사, 그리고 문화공연 등이 축제기간 동안 열리며, 부산광역시 최우수 축제와 문화관광부 지정 축제로 인정받았다.

## 같이 보기
- 광안리해수욕장